# Шарифский халифат

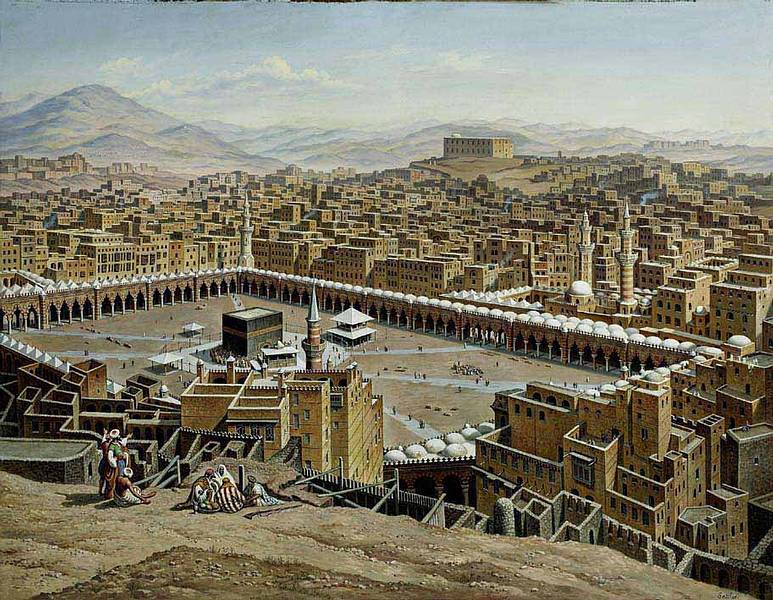
Мекка в конце XIX века.

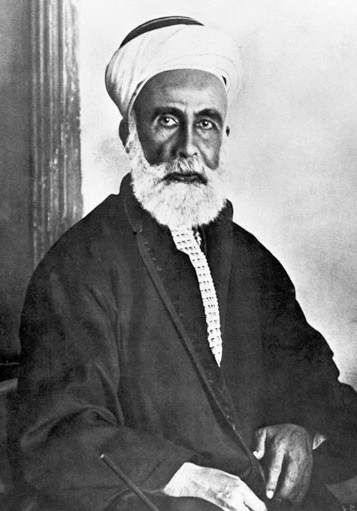
Шериф Мекки Хусейн ибн Али.

Шари́фский халифа́т (араб. الخلافة الشريفية‎ аль-хилафат аш-шарифия) или Хашимитский халифат (араб. الخلافة الهاشمية‎ аль-хилафат аль-хашимия) — халифат, провозглашённый в марте 1924 года королём Хиджаза и шерифом Мекки Хусейном ибн Али из династии Хашимитов, вскоре после упразднения Османского халифата. Самопровозглашённый «эмир правоверных» не смог надолго удержаться у власти и после череды неудач в борьбе с Саудитами отрёкся от престола в пользу своего сына Али в октябре 1924 года. Сын Хусейна на протяжении года сопротивлялся стремлению Саудитов захватить весь Хиджаз, но в декабре 1925 года пал последний оплот Хашимитов в Джидде и было образовано Королевство Неджд и Хиджаз во главе с Абдул-Азизом.

## Предпосылки
Нидерландский востоковед Х. Снук-Хюргронье считал, что никто из правителей Мекки на протяжении столетий не задумывался посягнуть на титул халифа, а идеи о создании халифата во главе с шерифом имеют европейские корни. Однако ещё в XV веке некоторые мусульманские историки (Таки ад-Дин аль-Фаси, аль-Макризи, Ибн Тагриберди) упоминали о теоретической возможности халифата под управлением правителей Мекки из числа потомков Мухаммеда.
Идеи об Арабском халифате под властью шерифов вновь получили распространение в 1858 году среди мусульман на севере Сирии, разочаровавшихся в реформах в Османской империи. В 1860 году британские правительственные круги задумали использовать правителя Мекки в качестве халифа в противовес французам в Египте. После поражения Османов в войне с Россией в 1877—1878 годах, в Британии и Арабском мире был вновь поднят вопрос о правомочности Османов носить титул халифа. В 1880-е годы бухарские мусульмане искали возможности для создания федерации во главе с шерифом Мекки. К концу XIX века эти идеи получили ещё более широкое распространение.
Новым толчком к возобновлению дискуссий о Шарифском халифате стала публикация книги «Умм аль-Кура» («Мать селений», то есть Мекка) Абд ар-Рахмана аль-Кавакиби на страницах журнала «аль-Манар» Мухаммада Рашида Риды. Труд аль-Кавакиби претендовал на то, чтобы быть протоколом тайного общества мусульман, стремившегося к созданию Шарифского халифата в Хиджазе. Слухи о существовании такого общества упоминал в своих письмах с 1879 года британский представитель в Мекке Джеймс Зохраб. В 1904 году сирийский христианин Негиб Азури опубликовал манифест с призывом к независимости Хиджаза во вглаве с халифом, который стал бы духовным лидером мусульман.
Первые контакты британцев с Хашимитами были налажены в 1914 году в Каире, где сын Хусейна Абдалла встретился с Гербертом Китченером и Рональдом Сторрзом. Китченер долгое время лелеял надежды о создании Арабского халифата. Вероятно, именно он дал понять Хусейну ибн Али, что настал подходящий момент для Шарифского халифата. В Европе и среди мусульманских просветителей витали идеи о духовном халифате (аналог Папства), где светская власть не принадлежала бы халифу. Однако нет никаких оснований полагать, что Хусейн ибн Али планировал создать что-либо, кроме традиционного суннитского халифата. Он стремился заменить Османский халифат похожей арабо-мусульманской империей.

## Арабское восстание
В 1915 году в своей переписке с британским комиссаром Артуром Макмагоном Хусейн ибн Али потребовал предоставить арабам независимость и признать Арабский халифат. Британцы пообещали оказать ему помощь и в 1916 году Хусейн ибн Али возглавил восстание арабов против Османской империи под предлогом того, что турецкая партия «Единение и прогресс» нарушила предписания ислама и ограничила власть халифа-султана.
После начала революции Хусейн ибн Али подчинил себе Хиджаз и стал королём, но в его планах было создание единого арабского государства, которое бы простиралось от Алеппо в Сирии до Адена в Йемене. Он принял титул короля арабских стран (араб. ملك بلاد العرب‎). При помощи британцев сыновья Хусейна — Фейсал и Абдалла стали правителями Трансиордании и Ирака (Фейсал также краткое время был королём Сирии).
Хусейн ибн Али, будучи арабским националистом, отказался ратифицировать Версальский договор 1918 года, протестуя против Декларации Бальфура, согласно которой евреям предоставлялись земли в Палестине, а также против захвата британцами и французами Сирии, Палестины и Ирака (Французский мандат в Сирии и Ливане, Подмандатная Палестина, Подмандатная Месопотамия).

## Провозглашение нового Халифата

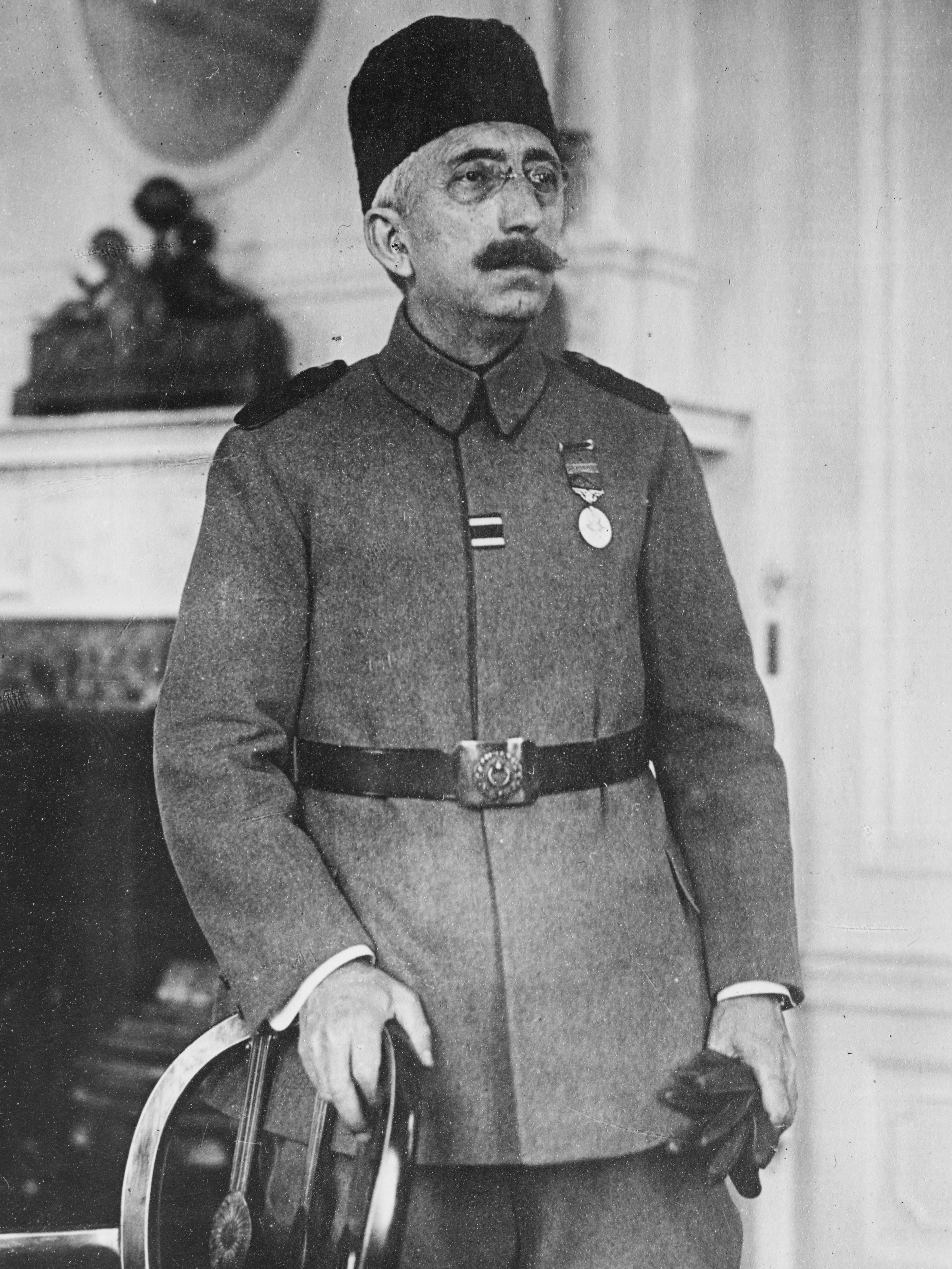
Последний Османский султан Мехмед VI.

1 ноября 1922 года Великое национальное собрание Турции отделило халифат от султаната, лишив Османов светской власти. Вскоре последний султан Османской империи Мехмед VI покинул Константинополь. Хусейн ибн Али пригласил его посетить Хиджаз и в январе 1923 года Мехмед VI прибыл в Мекку, где надел ихрам и совершил паломничество. Причиной доброжелательного отношения к бывшему Османскому халифу, а также переговоров с кемалистами Турции, стала надежда на то, что Хусейну ибн Али будет дарован титул халифа. Однако Мехмед VI не оправдал его надежд. Специальный манифест на арабском и турецком языках, так и не был подписан бывшим халифом и в мае 1923 года он покинул Хиджаз и отправился в Швейцарию.
3 марта 1924 года стало известно об упразднении Великим национальным собранием Турции халифата. Четыре дня спустя Верховный комиссар Палестины Герберт Сэмюэл получил от Абдаллы, сына Хусейна извещение о том, что его отец принимает титул халифа. «Халифат — арабский институт. Пророк был арабом, Коран на арабском языке, священные места расположены в Аравии, и халиф должен быть арабом из племени курайш… Теперь халифат вернулся в Аравию», — сказал в своём интервью The Manchester Guardian Абдалла ибн Хусейн.
5 марта 1924 года жители Мекки присягнули (совершили байа) новому халифу в Мечети аль-Харам. Похожие церемонии состоялись в Таифе и Джидде. В пятницу, 7 марта в мечетях Дамаска, Алеппо и Бейрута во время пятничной молитвы было упомянуто имя Хусейна ибн Али. Новому халифу также присягнули жители некоторых иракских городов: Багдада, Мосула, эн-Наджафа и Кербелы. В Египте новость о создании Халифата была встречена без должного энтузиазма. Король Египта Фуад I сам был из числа тех, кто претендовал на титул халифа. Часть палестинцев признали Хусейна халифом, часть осталась верна Абдул-Меджиду. В Газе прихожане мечети пригрозили имаму расправой, если он в следующий раз упомянет имя Хусейна во время молитвы.
Во время съезда паломников в июле 1924 года Хусейн ибн Али встретил сопротивление со стороны делегатов, которые отказались указывать его как халифа в уставе съезда. Таким образом, его стремление легитимизировать свой титул закончилось неудачей. Британцы, прежде поддерживавшие Хусейна, не признали его в качестве халифа, используя в его отношении титул «короля Хиджаза». В августе 1924 года были налажены дипломатические отношения с СССР, но советское руководство также не выразило желания признать за Хусейном титула халифа.
Притязание Хусейна ибн Али на титул халифа не оставило ни малейшей надежды на примирение между королевством Хиджаз и Саудитами.

## Падение
Кувейтская конференция между враждовавшими Хашимитами и Саудитами, проходившая с середины декабря 1923 года до апреля 1924 года, закончилась провалом. Результаты конференции подстегнули Ибн Сауда к наступлению. Он знал, что король Хусейн лишился поддержки не только британцев, но и среди жителей Хиджаза.
Летом 1924 года отряды Саудитов совершили набеги в Трансиорданию и Ирак под властью Хашимитов. 1 августа войско Ибн Сауда покинуло Эр-Рияд и 5 сентября взяло Таиф. Контрнаступление, которое в конце сентября предпринял старший сын Хусейна Али, закончилось провалом. Началось бегство знати из Мекки, которая находилась в 45 км к востоку от Таифа, в Джидду.
3 октября 1924 года в Джидде Али ибн Хусейн созвал знатных людей Мекки и Джидды и поднял вопрос об отстранении своего отца от власти. 4 октября король Хусейн отрёкся от престола в пользу Али. Али не принял титул халифа и не стал объявлять себя королём всех арабов, отказавшись от амбиций за пределами Хиджаза. Теперь он и его правительство делали ставку на локальный хиджазский патриотизм.
14 октября Али ибн Хусейн и остатки его армии покинули Мекку. Город сдался без боя. После этого Ибн Сауд отправил жителям Джидды и Мекки письмо с обещаниями безопасности. Вскоре делегация из Джидды встретилась с представителем Ибн Сауда в Мекке. Генерал Халид ибн Мансур пообещал не отправлять войска на атаку, если сами жители города отстранят Али ибн Хусейна от власти. От скорого захвата Джидды Ибн Сауда сдерживало наличие в городе иностранных консулов и опасение возможной резни со стороны вышедших из-под контроля солдат.

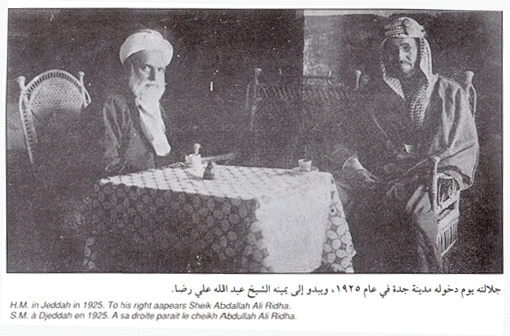
Ибн Сауд (справа) после взятия Джидды, 1925 год.

Али ибн Хусейн продолжал некоторое время удерживать Джидду под своим контролем благодаря морскому снабжению от своего отца и брата Абдаллы. Из-за стремительно истощающейся казны Фейсал был вынужден просить взаймы у британского правительства, но те отказались выделять ему деньги. В марте 1925 года Али ибн Хусейн предпринял попытку прорвать окружение и потерпел поражение. Чтобы пополнить опустевшую казну, в июле-августе того же года Али начал вымогать деньги у купцов, что, вместе с финансовой помощью от отца, позволило ему продержаться немного дольше. К октябрю 1925 года стало ясно, что дни правления Али ибн Хусейна сочтены. Солдаты начали продавать своё оружие для покупки еды, некоторые из них дезертировали в стан к врагу. 17 ноября восстали бедуины, 19 ноября подняли мятеж сирийские солдаты и дворцовая охрана. Бунт удалось подавить благодаря обещанию выплат.
5 декабря стало известно о капитуляции Медины. 6 декабря в Джидде подняли мятеж сирийские и палестинские солдаты. Несколько дней спустя представители хиджазской знати и бедуинского племени харб, которые составляли ¾ войск Али ибн Хусейна, обратились к Ибн Сауду, выражая свою покорность и испрашивая инструкции к дальнейшим действиям. 19 декабря Али ибн Хусейн официально отрёкся от престола и на следующий день покинул город на борту HMS Clematis. 23 декабря 1925 года Ибн Сауд вступил в Джидду.